# 처녀의 창자 2
처녀의 창자 2(영어: Guts Of A Virgin 2)는 일본의 영화로 감독은 코미즈 카즈오이며, 오자와 메구미, 이시이 아야코 등이 출연하였다.

## 출연

### 주연
- 오자와 메구미
- 이시이 아야코

### 조연
- 키타가와 세이라
- 요시자와 켄
- 세키카와 신지
- 사노 카즈히로
- 요시에 요시나리
- 코다가와 키미야

## 같이 보기
- 처녀의 창자
- 처녀의 창자 3